# خلية نخاعية

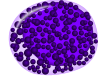
خلية قاعدية

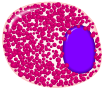
خلية حمضية

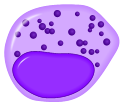
خلية متعادلة

الخلية النخاعية</ref> أو  الخلية النقوية أو  الخلية النقيية هي خلايا شابة تصنف من سلسلة المحببات والتي تخلق عادة في نخاع العظم (عند حدوث أمراض معينة يتم العثور على هذا النوع من الخلايا في مجرى الدم).

## التركيب
عندما يتم صبغ السيتوبلازم بالأصباغ المعتادة، فإنه يكون قاعديًا بشكل واضح وأكثر وفرة نسبيًا من رومة النقوية أو الخلية النخاعية القبلية ، على الرغم من أن الخلايا النقوية هي خلايا أصغر.
توجد العديد من الحبيبات السيتوبلازمية في الخلايا النقوية الأكثر نضجًا. الحبيبات خلايا العدلة وخلايا اليوزينية تحتوي على بيروكسيداز، في حين أن الحبيبات القاعدية لا تحتوي علي بيروكسيداز.
الكروماتين النووي أكثر خشونة من ذلك الموجود في الخلية النخاعية القبلية، لكنه ملطخ بشكل ضعيف نسبيًا ويفتقر إلى غشاء محدد جيدًا.
النواة منتظمة إلى حد ما في محيطها (ليست بها مسافة بادئة)، ويبدو أنها "مدفونة" تحت الحبيبات السيتوبلازمية العديدة. (إذا تم وضع مسافة بادئة للنواة، فمن المحتمل أن تكون خلية نخاعية متبدلة.)